# Platycerus acuticollis
Platycerus acuticollis là một loài bọ cánh cứng trong họ Lucanidae. Loài này được Kurosawa mô tả khoa học năm 1969.